# Піндєєв Олександр Валерійович
Олександр Валерійович Піндєєв (нар. 13 березня 1971, Одеса, УРСР) — радянський і український футболіст, нападник.

## Життєпис
Вихованець ДЮСШ-6 (Одеса). Розпочав футбольний кар'єру в 1978 року. Перший тренер — А. Рожко. У 1989 році розпочав кар'єру гравця в другій команді одеського «Чорноморця», а в 1991 році дебютував у стартовій 11-і. У квітні 1992 року перейшов до полтавської «Ворскли», звідки на правах оренди перейшов до кременчуцького «Кременя». Під час зимової перерви сезону 1994/95 років виїхав до Литви, де підписав контракт з ФК «Сконто». У 1997 році протягом півроку захищав кольори російського «Металурга» (Липецьк), а влітку 1997 року повернувся до «Сконто». У 1998 році через важку травму змушений був завершити футбольну кар'єру.
У сезоні 2001/02 виступав у чемпіонаті Латвії з футзалу за клуб «РАБА».

## Досягнення
- Кубок України
  -  Володар (1): 1992

- Латвійська футбольна Вища ліга
  -  Чемпіон (4): 1995, 1996, 1997, 1998

- Кубок Латвії
  -  Володар (3): 1995, 1997, 1998
  -  Фіналіст (1): 1996